# Highfield Road
Highfield Road era uno degli impianti sportivi di Coventry, in Inghilterra. Veniva utilizzato dal Coventry City F.C. per le sue partite casalinghe. La sua capacità era di 23.489 posti a sedere. È stato demolito nel 2006.